# Grande moschea di Asmara
La grande moschea di Asmara (in arabo جامع الخلفاء الراشدين‎?, Jama al khulafa'a al rashidin, letteralmente "moschea dei califfi giusti") è la più grande moschea di Asmara, capitale dell'Eritrea.
Situata in viale Harnet (chiamato in epoca coloniale viale Mussolini), la moschea è una dei tre più importanti edifici religiosi della città, insieme alla cattolica chiesa della Beata Vergine del Rosario e alla copta cattedrale ortodossa di Santa Maria (Enda Mariam).
Progettata da Guido Ferrazza, la moschea venne costruita nel 1938 per volere di Benito Mussolini al fine di impressionare la locale popolazione musulmana, che all'epoca ammontava a circa il 50% dei residenti.
Nel luglio 2017 la Grande moschea, inclusa nel centro storico di Asmara, è stata inclusa dall'UNESCO nel sito patrimonio dell'umanità denominato "Asmara: una città modernista dell'Africa".

## Storia

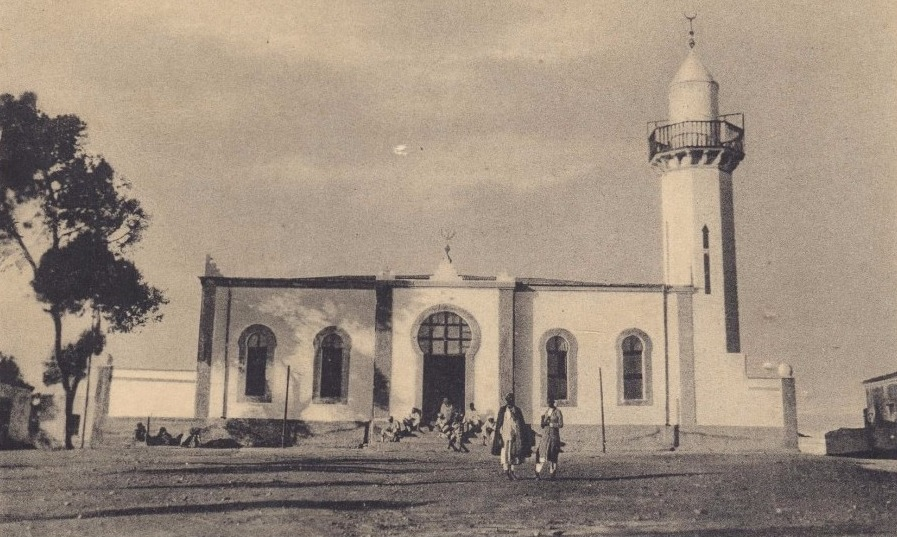
La prima moschea di Asmara (1906-1937)

La prima moschea di Asmara, unitamente al minareto ottagonale, venne realizzata nel 1906, in un'area inizialmente isolata nei pressi della chiesa ortodossa. A seguito dell'espansione urbanistica che portò all'edificazione di molte abitazioni semplici di pietra intorno al mercato, la moschea venne presto inglobata nella città, fino a divenire il baricentro del piano regolatore dell'architetto Odoardo Cavagnari del 1913.

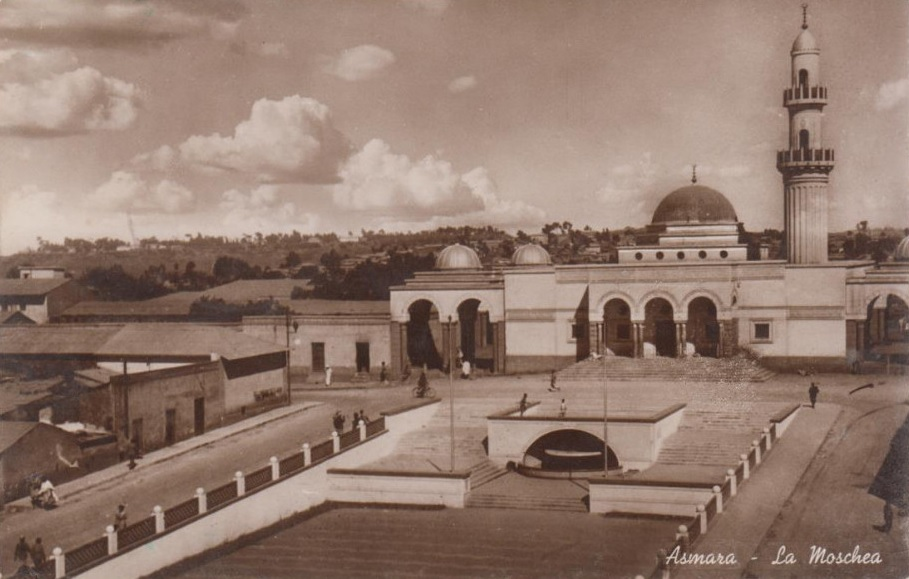
La Grande moschea nel 1939

Alla fine degli anni 1930, Guido Ferrazza propose un grande progetto architettonico che andava a modificare radicalmente gli spazi aperti di fronte e dietro la moschea. Verso il 1937 venne demolita la moschea originaria per far posto alla Grande moschea, ad uso della sempre più crescente popolazione musulmana di Asmara. L'edificio venne realizzato lungo l'asse nord-sud di Asmara, alla congiunzione tra le piazze del mercato e della moschea, ovvero nel punto terminale tra l'ex viale Milano (a nord) e l'ex viale Mussolini (a sud), che dalla fontana di Mai Jah Jah sarebbe dovuto arrivare ai piedi della collina di Gheza Banda.
Nel 1943, su richiesta della comunità musulmana di Asmara, l'architetto Giuseppe Arata realizzò dei passaggi pedonali laterali per collegare l'ex largo Libia con l'ex largo Campania, migliorando così la viabilità, ma allo stesso tempo alterando fortemente il progetto urbanistico originale di Ferrazza sviluppato lungo la direttrice nord-sud.

## Descrizione

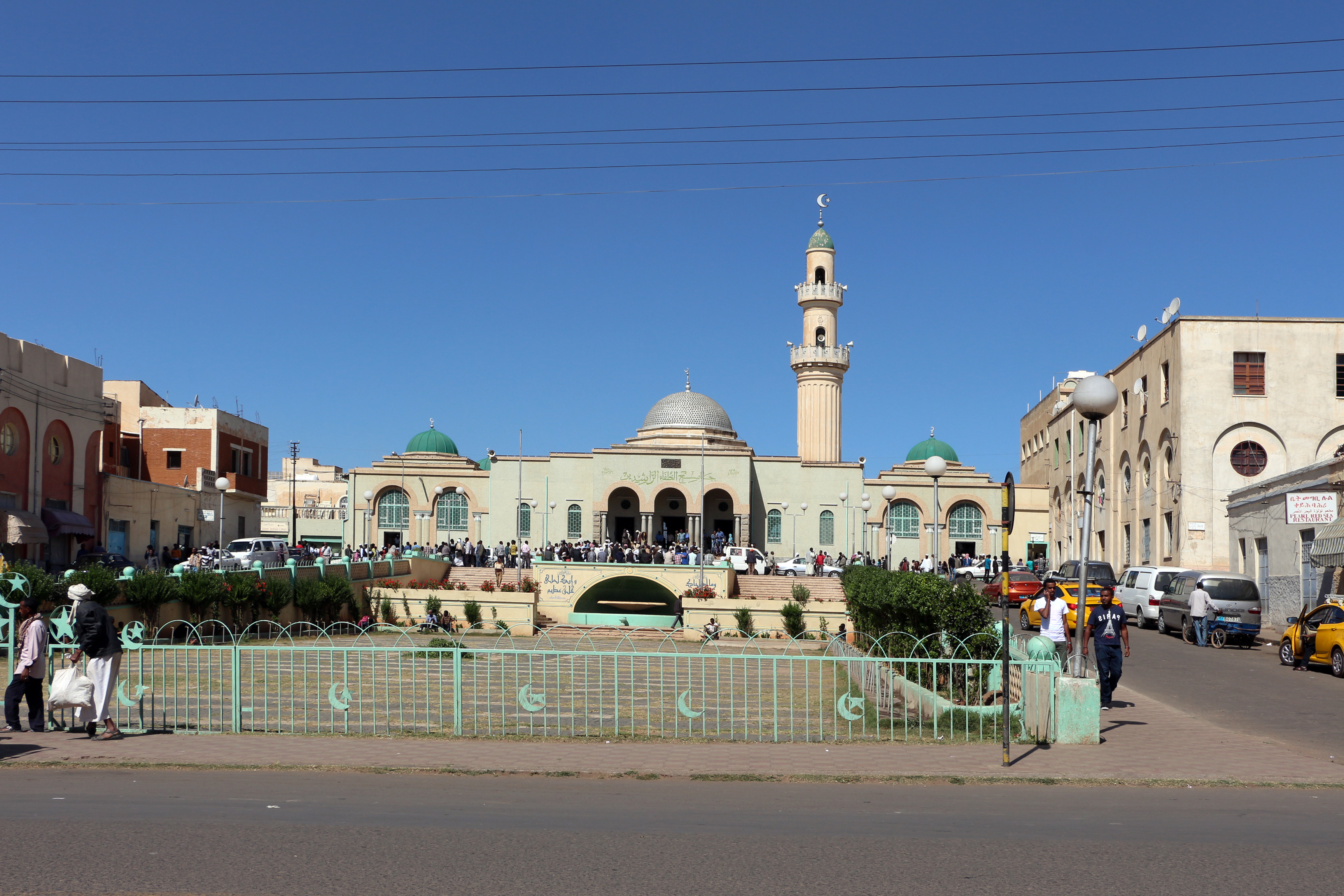
Vista panoramica

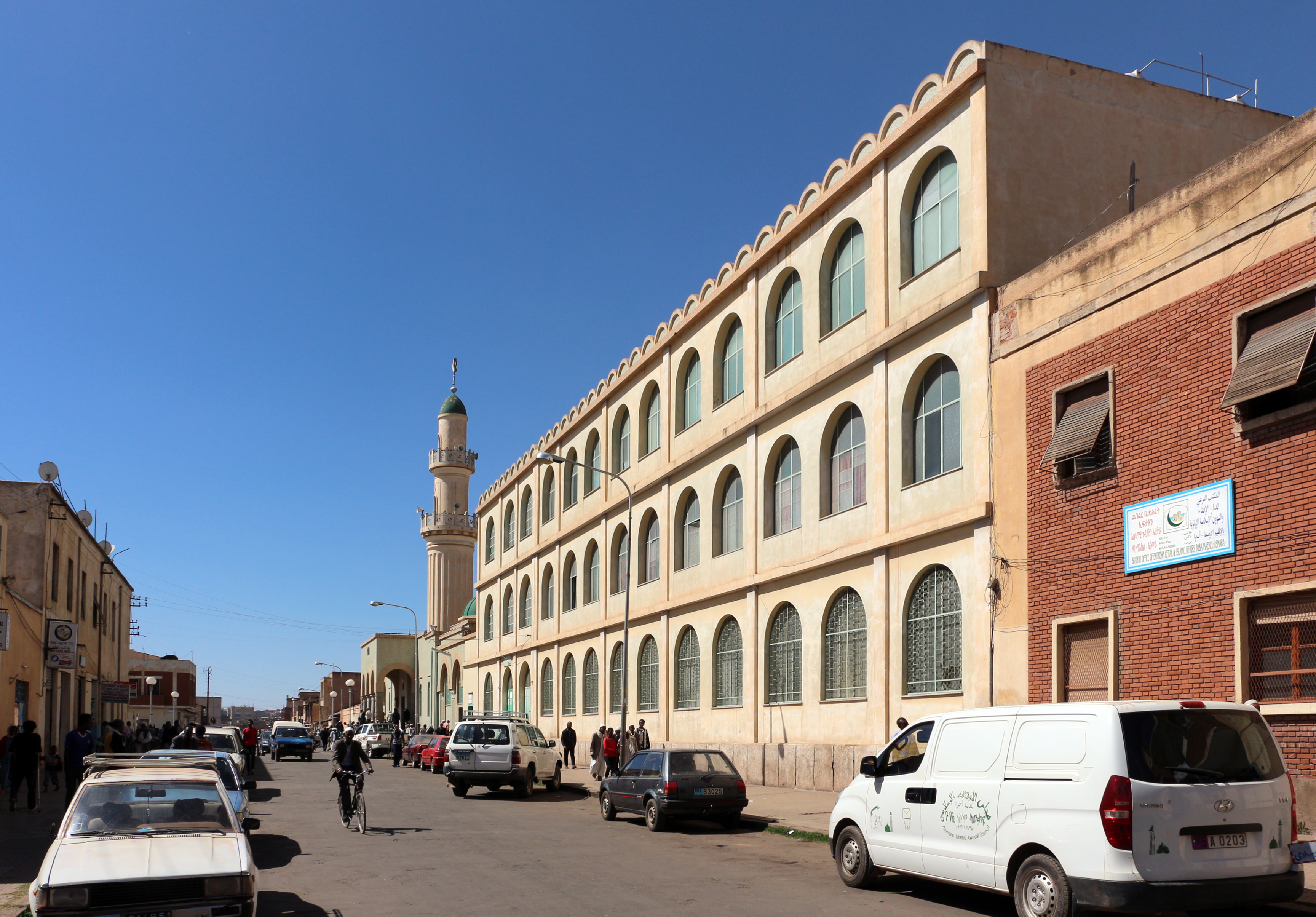
Ala laterale

La moschea progettata da Guido Ferrazza incorpora e fonde in sé gli elementi tipici dell'architettura islamica con gli stili del razionalismo italiano e del neoclassicismo, ispirandosi alle precedenti edificazioni coloniali di Tripoli.
Il minareto, situato nella parte posteriore dell'edificio, si slancia su un alto basamento che richiama una colonna romana, ben visibile da ogni parte della città; è caratterizzato da due balconi in stile rococò italiano o tardo barocco.
Ai piedi del minareto, la moschea dispone di un portico esterno realizzato nelle forme di una loggia neoclassica, suddivisa in tre parti e colonne arrotondate. Le colonne doppie dell'edificio sono realizzare in travertino di Decamerè, mentre i capitelli sono in marmo di Carrara. La grande cupola centrale in cemento e vetro, decorata con elementi islamici, domina l'interno della Grande Moschea, caratterizzata da semplici volte poggianti su 42 colonne decorate.
Altre caratteristiche includono cupole e archi in stile islamico islamici. Il miḥrāb, che indica la direzione verso La Mecca, è anch'esso in marmo di Carrara, mentre altre tipologie di marmo sono state utilizzate in altre aree dell'edificio.
Lo spiazzo antistante la facciata anteriore è ricoperto da una geometria di lastre di pietra nera.